# От Хильды с любовью
«От Хильды с любовью» (нем. In Liebe, Eure Hilde) — немецкий биографический фильм о Хильде Коппи, которая вместе со своим мужем Гансом Коппи входила в состав Красной капеллы, антинацистского движения Сопротивления. Режиссёр Андреас Дрезен, главные роли в фильме исполнили Лив Лиза Фрис и Йоханнес Хегеманн.
Фильм вошёл в конкурсную программу 74-го Берлинского международного кинофестиваля, который проходит с 15 по 25 февраля 2024 года. Картина будет бороться за «Золотого медведя».

## Сюжет
Фильм — драма о короткой жизни, о любви и смерти, основанная на подлинных событиях Второй мировой войны. В начале 1942 года в Берлине Хильда Коппи, молодая ассистентка врача, становится частью группы сопортивления, которая впоследствии стала известна как «Красная капелла», где она встретила и полюбила Ганса Коппи, который впоследствии стал её мужем. Вместе они провели лето, несмотря на опасность их деятельности и риск быть пойманными. В конце концов Хильду схватили гестаповцы, и она была заключена в тюрьму, будучи беременной. Она родила сына в женской тюрьме на Барнимштрассе, а вскоре после этого её приговорили к смерти. В последние месяцы жизни материнство дало ей силы встретить свою судьбу.

## В ролях
- Лив Лиза Фрис — Хильда Коппи
- Йоханнес Хегеманн — Ганс Коппи
- Габриэла Мария Шмайде
- Эмма Бадинг — Ина Лаутеншлегер
- Сина Мартенс — Либертас Шульце-Бойзен
- Лиза Хрдина — Грете
- Лена Урзендовски — Лиана Берковиц
- Ханс-Кристиан Хегевальд — Альберт Хёсслер

## Производство
В мае 2022 года Лив Лиза Фрис была приглашена на главную роль Хильды Коппи. Лайла Штилер написала сценарий к фильму. Совместное производство компаний Pandora Film Produktion, Leuchtstoff, Ziegler Film GmbH & Co. KG и Iskremas Filmproduktion GmbH.
Основные съёмки начались 22 августа 2022 года в Берлине, Потсдаме, Грос-Кёрисе, Кетцин и Кранепуле. Съёмки закончились 6 октября 2022 года на локациях в регионах Берлин и Бранденбург.
Мировая премьера фильма состоялась в феврале 2024 года в рамках 74-го Берлинского международного кинофестиваля.
Международные права на прокат фильма принадлежат компании Beta Cinema GmbH.
Премьера в Германии запланирована на 17 октября.